# Покровка (Искитимский район)
Покровка — упразднённый посёлок в Искитимском районе Новосибирской области. На момент упразднения входил в состав Верх-Коёнского сельсовета. Исключен из учётных данных в 1970 году.

## География
Посёлок располагался в верховье реки Малый Коён, в 6,5 км (по прямой) к северо-западу от деревни Михайловка.

## История
Посёлок был основан в 1804 году. В 1928 году состоял из 180 хозяйств. В административном отношении являлся центром Покровского сельсовета Карпысакского района Новосибирского округа Сибирского края. В посёлке размешалась школа 1-й ступени.
Решением Новосибирского облисполкома от 20.07.1970 г. № 505 посёлок исключен из учётных данных как фактически не существующий.

## Население
По переписи 1926 г. в поселке проживало 892 человека (421 мужчина и 471 женщина), основное население — русские